# 알멕
주식회사 알멕(영어: Almac)은 대한민국의 EV용 알루미늄 압출 기업이다.

## 역사
1973년 경남그룹 관계사로 설립되었고 2020년에 현재 사명으로 변경하였다.